# Hawk Kawasaki Racing
Hawk Kawasaki Racing es un videojuego de carreras de motocicletas desarrollado por Infusion Games y publicado por Midas Interactive Entertainment para PlayStation 2 y PlayStation 3. Fue lanzado el 11 de octubre de 2006 para PlayStation 2 y más tarde el 22 de febrero de 2012 para PlayStation 3.

## Jugabilidad
Hawk Kawasaki Racing es un juego de carreras de motocicletas con perspectiva en tercera persona. Cuenta con 14 circuitos en modo normal e invertido y en clima húmedo. Se compite con Superbikes y Super-Sidecars en las clases "Producción" y "Afinado para carreras". Además se puede competir cara a cara en los modos multijugador.